# Cantó de Niça-5
El cantó de Niça-5 és un cantó francès del departament dels Alps Marítims, situat al districte de Niça. Compta amb part del municipi de Niça.

## Municipis
- Niça (barris de Josèp Garnier, Sant Bertomiu, Gorbèla i Font dau Temple)

## Història
| Data d'elecció                           | Identitat                 | Partit          | Qualitat |
| ---------------------------------------- | ------------------------- | --------------- | -------- |
| 1961-1973                                | Ferdinand Garino          | Divers droite   |          |
| 1973-1990                                | Jacques Médecin           | RPR             |          |
| 1990-1998                                | Geneviève Assemat-Médecin | RPR             |          |
| 1998-                                    | Patrick Mottard           | PS, després PRG |          |
| les dades anteriors no són pas conegudes |                           |                 |          |
|                                          |                           |                 |          |

| 1962 | 1968 | 1975 | 1982 | 1990 | 1999   | 2007   |
| ---- | ---- | ---- | ---- | ---- | ------ | ------ |
| -    | -    | -    | -    | -    | 28.805 | 29.245 |